# Ein großer Sprung
Ein großer Sprung (Originaltitel: The Big Leap) ist eine US-amerikanische Musical-Dramedy-Serie, basierend auf der britischen Reality-Dokureihe Big Ballett aus dem Jahre 2014. Die Premiere der Serie fand am 20. September 2021 auf dem US-Networksender Fox statt. Im deutschsprachigen Raum erfolgte die Erstveröffentlichung der Serie am 1. Dezember 2021 durch Disney+ via Star als Original.
Im März 2022 wurde die Serie nach einer Staffel abgesetzt.

## Handlung
Wir begleiten eine Gruppe von unterschiedlichen und unglücklichen Menschen, die durch die Teilnahme an einer Reality-Tanzshow versuchen, ihre bisherigen Leben zu verändern, die aber im schlimmsten Fall gleichzeitig diese und ihren Ruf für immer zerstören könnte. Die Show soll in einer Live-Inszenierung des Balletts „Schwanensee“ münden. Der Produzent Nick Blackburn schließt sich nach seinem jüngsten gescheiterten Projekt und einer stressigen Scheidung widerwillig der brandneuen Produktion an, die in der Motor City Detroit gedreht wird. Wayne Fontaine ist ein alternder lebensfroher Ex-Profi-Tänzer, der die Gruppe anleitet, und als Moderator humorvolle Kommentare abgibt. Er hatte die Idee zur Show, die nach Tänzern jeden Alters, jeder Herkunft sowie jedem Körpertyps sucht und zusammenbringt. Mit an Bord ist die Choreografin und ausgebildete Ballett-Tänzerin Monica Suillvan, die es eigentlich unter ihrer Würde findet, den unbeholfenen Amateurtänzern beim Weg zum Fernsehruhm zu helfen, der ihr als ausgebildeter Tänzerin bislang verwehrt blieb. Sie unterstützt Nick bei der Umsetzung der Produktion, der nicht nur nach den besten Tänzern Ausschau hält, sondern auch nach Persönlichkeiten die jede Menge Drama verursachen könnten. 
Gabby Lewis träumte einst davon, eine professionelle Tänzerin zu werden, musste diesen Traum aber auf Eis legen, als sie direkt nach der High School schwanger wurde. Während ihres monotonen Ganztagsjob als Bürokraft, stolpert sie zufälligerweise über den Castingaufruf für die Show und ihre Leidenschaft fürs Tanzen wird neu entfacht. Auch ihr einstiger Tanzpartner und Highschool-Freund Justin Reyes, bis er sich geoutet hat, was nur Gabby nicht geahnt hat, möchte an der Produktion teilnehmen. Zu ihren Mitbewerbern gehören: Reggie Sadler, ein ehemaliger Football-Champion, von dem Nick glaubt, dass er genug Star-Power und Kontroversen mitbringt, um der Show zum Durchbruch zu verhelfen; Brittney Lovewell eine geborene und konkurrenzorientierte Turniertänzerin zusammen mit ihrem Zwillingsbruder; Mike Devries, ein arbeitsloser Automechaniker, der wegen seiner Launenhaftigkeit kürzlich von seiner Frau verlassen wurde; Paula Clark, eine hochrangige Führungskraft sowie Julia Perkins eine ehemalige Ballerina und nun eine Mutter, die von Social Media besessen ist und sich mehr für Instagram interessiert als für ihre Töchter im Teenageralter oder ihren Ehemann.
Es ist eine Geschichte über zweite Chancen und das Verwirklichen von gescheiterten Träumen. Aber wird es allen Beteiligen gelingen, diese Chance zu nutzen, um am Ende ihre persönlichen Träume wahr werden zu lassen? 

## Besetzung und Synchronisation
Die deutschsprachige Synchronisation entstand nach den Dialogbüchern von Imme Aldag sowie unter der Dialogregie von Beate Gerlach durch die Synchronfirma Splendid Synchron in Berlin.

### Hauptdarsteller
| Rolle             | Schauspieler      | Synchronsprecher         |
| ----------------- | ----------------- | ------------------------ |
| Nick Blackburn    | Scott Foley       | Till Endemann            |
| Gabby Lewis       | Simone Recasner   | Magdalena Höfner         |
| Reggie Sadler     | Ser'Darius Blain  | Samuel Zekarias          |
| Mike Devries      | Jon Rudnitsky     | Max Felder               |
| Justin Reyes      | Raymond Cham Jr.  | Jan Makino               |
| Monica Suillvan   | Mallory Jansen    | Claudia Urbschat-Mingues |
| Wayne Fontaine    | Kevin Daniels     | Florian Halm             |
| Brittney Lovewell | Anna Grace Barlow | Valentina Bonalana       |
| Simon Lovewell    | Adam Kaplan       | Alex Friedland           |
| Paula Clark       | Piper Perabo      | Sonja Spuhl              |
| Julia Perkins     | Teri Polo         | Christin Marquitan       |

### Nebendarsteller
| Rolle          | Schauspieler         | Synchronsprecher      |
| -------------- | -------------------- | --------------------- |
| Jessica        | McKenzie Chinn       | Franziska Trunte      |
| Raven Price    | Karen Rodriguez      | Nora Kunzendorf       |
| Alan           | Tim Lyons            | Dirk Petrick          |
| Aja            | Comfort Fedoke       | Alma Maja Ernst       |
| Tamra          | Donnetta Jackson     | Christina Wöllner     |
| Miriam         | Rachel A. Kim        | Maria Burghardt       |
| Dante          | Steve Han            | Oscar Räuker          |
| Olivia Perkins | Paula Hlava          | Nina Schatton         |
| Sophia Perkins | Maya Lou Hlava       | Clara Drews           |
| Kevin Perkins  | Seth Morris          | Rainer Fritzsche      |
| Ellison        | Sammy Arechar        | Sascha Krüger         |
| Joel           | Rob Wilson           | Nico Nothnagel        |
| Anthony        | Nicholas Caesar      | Julian Tennstedt      |
| Sam            | Crew Kingston Miskel | Annabell Tanfal       |
| Linus          | Brett Tucker         | Patrick Giese         |
| Travell        | Stanley Glover       | Markus Manig          |
| Ladon          | Torrin Clifton       | Luk Pfaff             |
| Gina           | Nora Dunn            | Marina Krogull        |
| Zach Peterman  | Thomas Lennon        | Matthias Scherwenikas |
| Mario          | Luis Rosado          | Alexander Gaida       |
| Junior         | Elijah Delgado       | Paul-Lino Krenz       |
| Earl Jr.       | Brian Keys           | Tim Sander            |
| Earl Sr.       | Robert Wisdom        | Axel Lutter           |
| Ally           | Jackie Seiden        | Magdalena Helmig      |
| Paige          | Jessy Hodges         | Flurina Holeiter      |
| Henrietta      | Blaire Brown         | Zalina Sanchez Decke  |
| Claude         | Fabrice Calmels      | Nick Forsberg         |

### Gastdarsteller
| Rolle                | Schauspieler         | Synchronsprecher   |
| -------------------- | -------------------- | ------------------ |
| Patrick              | Patrick Mulvey       | Sebastian Kluckert |
| DJ                   | Teh'ray Hale Jr.     | August Safner      |
| Yulia                | Elina Golde          | Josefin Hagen      |
| David                | Jeff Parker          | Nicolai Tegeler    |
| Neil                 | Jason Michael Snow   | Marius Clarén      |
| Aaron O’Reilly       | Jake Lockett         | Jan Andreesen      |
| Curtis Alderlund     | Yousof Sultani       | Tom Solo           |
| Evan                 | Robert T. Cunningham | David Kunze        |
| Tonya                | Missi Pyle           | Katrin Zimmermann  |
| Doktorin             | Helen Joo Lee        | Laurine Betz       |
| Frank                | Sal Amato            | Michael Bauer      |
| Reggie Sadler (jung) | Anthony B. Jenkins   | Nick Kanty         |
| Martin Sadler        | Cedric Mays          | Robert Glatzeder   |
| Debra Sadler         | Tyla Abercrumbie     | Katja Schmitz      |
| Treyson              | Ray Austin           | Gabriel Merz       |
| Justin Reyes (jung)  | Leo Abelo Perry      | Titus Demirel      |
| Justins Mutter       | Yvonne Huff Lee      | Elisa Bannat       |
| Bernadette           | Artemis Pebdani      | Heike Beeck        |
| Owen Aganno          | Sheldon D. Brown     | Matthias Busch     |
| Marissa              | Destiny Hernandez    | Monika Oschek      |
| Mindy                | Sara Sevigny         | Jasmin Arnoldt     |
| Annie Hines          | Jessica Jayne Nolan  | Franziska Endres   |
| Mikes Mutter         | Laura T. Fisher      | Harriet Kracht     |

## Episodenliste
| Nr. | Deutscher Titel                         | Originaltitel                | Erstausstrahlung (USA) | Deutschsprachige Erstveröffentlichung (D/A/CH) | Regie                   | Drehbuch                     |
| --- | --------------------------------------- | ---------------------------- | ---------------------- | ---------------------------------------------- | ----------------------- | ---------------------------- |
| 1 | Komm zurück!                            | I Want You Back              | 20. Sep. 2021          | 1. Dez. 2021                                   | Jason Winer             | Liz Heldens                  |
| Wir begegnen einer Gruppe völlig verschiedener glückloser Menschen, die ihr Leben verändern wollen, indem sie an einer Reality-Tanzshow mit einer modernen Neuinterpretation von „Schwanensee“ teilnehmen, die im schlimmsten Fall auch ihre Leben ruinieren könnte. |                                         |                              |                        |                                                |                         |                              |
| 2 | Klassische, tragische Dreiecksbeziehung | Classic Tragic Love Triangle | 27. Sep. 2021          | 8. Dez. 2021                                   | Jason Winer             | Liz Heldens                  |
| Als die Auditions beginnen und die drei Hauptrollen, der weiße Schwan, der schwarze Schwan und der Prinz besetzt werden müssen, steigt die Spannung, denn alle haben es auf dieselben Rollen abgesehen. Gabby konfrontiert Nick mit seiner Manipulation der Show und der Ehemann von Julia wird von den Produzenten beim Lästern über seine Ehe erwischt. Mike verrät Nick und den Produzenten versehentlich ein großes Geheimnis. |                                         |                              |                        |                                                |                         |                              |
| 3 | Der weiße Schwan lebt!                  | The White Swan Lives!        | 4. Okt. 2021           | 15. Dez. 2021                                  | Gail Mancuso            | Matt Ward                    |
| Monica setzt sich mit ihrer Vergangenheit auseinander, als die Kandidaten nach Chicago reisen, um sich eine Aufführung von „Schwanensee“ anzusehen, die von ihrer alten Ballettkompanie aufgeführt wird. Nick beschäftigt sich eingehender mit Familienproblemen von Justin und trifft zum Vorteil der Show eine mutige Entscheidung. Die Spannungen zwischen Gabby und Brittney nehmen weiter zu und Paula stützt sich auf Mike, als sie anfängt, sich angreifbar zu fühlen. |                                         |                              |                        |                                                |                         |                              |
| 4 | Nichts als Treffer                      | Nothing But Money Shots      | 11. Okt. 2021          | 22. Dez. 2021                                  | Rachel Raimist          | Sarah Tapscott               |
| Neben einem anstehenden Promo-Shooting wird der erste Trailer zur Show veröffentlicht, welcher bei den Kandidaten für Unmut sorgt, und diese veranlasst, ihren Ärger über das auf Band festgehaltene Material Luft zu machen. Wayne begegnet einer Person aus seiner Vergangenheit, die ihn ausnutzen will, um sich Zugang zur Show zu verschaffen, und Nick ist durch den Besuch seiner Tochter abgelenkt. Derweilen bittet Mike Paula um Hilfe, um seine Ex-Frau eifersüchtig zu machen. Und Gabby probiert eine Dating-App aus.                                                                      |                                         |                              |                        |                                                |                         |                              |
| 5 | Wir waren noch Babys                    | We Were Just Babies          | 18. Okt. 2021          | 29. Dez. 2021                                  | Charles Randolph-Wright | Britta Lundin                |
| Als eine Reise zurück an die alte Highschool von Gabby und Justin zu einer großen emotionalen Enthüllung führt, fragen sich sowohl Gabby als auch die Produzenten, wie sie am besten weitermachen sollen. Währenddessen klemmt Nick sich dahinter, ein äußerst wichtiges Gespräch zwischen Mike und Paula gegen ihren Willen zu inszenieren. Reggie versucht herauszufinden, wie er mit einer neuen Entwicklung in seiner Beziehung zurechtkommen soll, und Julia kämpft darum, eine Beziehung zu ihren Töchtern aufzubauen, während diese mit den Veränderungen in ihrer Familie fertig werden müssen. |                                         |                              |                        |                                                |                         |                              |
| 6 | Ich hätte den Motown einspielen sollen  | I Should Have Gone To Motown | 25. Okt. 2021          | 5. Jan. 2022                                   | Erin O’Malley           | Dennis Saldua                |
| Es ist nur noch ein Tag bis zur Premiere der Show, als Brittney und Simon überraschenden Besuch von ihrer dominierenden Mutter bekommen. Während Gabby und Brittney Gemeinsamkeiten finden, kommen sich Justin und Simon näher. Der Sender beauftragt Nick damit, eine Live-After-Show auf die Beine zu stellen und die Männer helfen Reggie dabei, seine romantische Ader zu entdecken. |                                         |                              |                        |                                                |                         |                              |
| 7 | Der Rache-Plan                          | Revenge Plot                 | 1. Nov. 2021           | 12. Jan. 2022                                  | Kimmy Gatewood          | Franki Butler                |
| Nach der schockierenden Enthüllung in der Premierennacht während der Live-After-Show verbündeten sich Gabby und Nick, um sich zu rächen. Reggie nimmt an einen Treffen mit seinem ehemaligen Trainer teil, um wieder in der NFL zu spielen und Monica sucht einen Schamanen auf. Derweil bekommt Paula besorgniserregende Neuigkeiten über ihren Gesundheitszustand und Simon und Justin versuchen, ihre Beziehung zu meistern. |                                         |                              |                        |                                                |                         |                              |
| 8 | Das große, dumme Leben                  | Big Dumb Life                | 8. Nov. 2021           | 19. Jan. 2022                                  | Garry A. Brown          | Adam Pulver & Jamie Savarese |
| Da bei der Show einige wichtige Kandidaten ausgefallen sind, beschließt Wayne, alle durch eine altmodische Übernachtungsparty zusammenzubringen. Justin, der gezwungenermaßen, seinem Vater in Not helfen muss, denkt über seine Beziehung nach, während Reggie sein Bestes gibt, um mit einem großspurigen Neuling zurechtzukommen. Unterdessen findet Paula heraus, was sie bezüglich ihrer gesundheitlichen Situation unternehmen kann und Nick und Monica klären ihre Beziehung. |                                         |                              |                        |                                                |                         |                              |
| 9 | Was will uns hindern?                   | What Prevents Us?            | 15. Nov. 2021          | 26. Jan. 2022                                  | Jude Weng               | Jessica Lee Williamson       |
| Unter Berücksichtigung der gesundheitlichen Zukunft von Paula, beschließen sie und Mike, einen großen Schritt in ihrer Beziehung zu wagen. Nick hat derweilen noch immer Schwierigkeiten damit, sich vor der Kamera verletzlich zu zeigen und Justin bekommt die Gelegenheit, sich mit einer Broadway-Choreographin zu treffen, was zu Spannungen in seiner Beziehung mit Simon führt. Währenddessen sorgt Kevin, der Ehemann von Julia, durch seine Rückkehr für einen großen Schock. |                                         |                              |                        |                                                |                         |                              |
| 10 | Schwanengesang                          | Swan Song                    | 29. Nov. 2021          | 2. Feb. 2022                                   | Gail Mancuso            | Dennis Saldua & Matt Ward    |
| Nur noch zwei Tage bis zum großen Finale und die Kandidaten bereiten sich auf ihren letzten Auftritt vor. Nick muss entscheiden, ob er auf sein Herz oder auf seinen Verstand hört. Julia gerät indes in eine missliche Lage, als Kevin sie zurückerobern will. Während Justin und Simon sich bemühen eine Unstimmigkeit in ihrer Beziehung zu überwinden, möchte Brittney versuchen, ihrer Mutter die Stirn zu bieten. |                                         |                              |                        |                                                |                         |                              |
| 11 | Wir alle waren das!                     | We Make Our Own Light        | 6. Dez. 2021           | 9. Feb. 2022                                   | Jason Winer             | Liz Heldens & Britta Lundin  |
| Weil die Ausstrahlung des Finales wegen eines massiven Stromausfalls auszufallen droht, muss sich die ganze Truppe zusammentun, um Licht auf die Bühne zu bringen. Reggie versucht derweil Gabby näherzukommen, während Nick den Sender überzeugen will, dass diese Show etwas ganz Besonderes ist. Währenddessen ist der Rest wegen ihres letzten Auftritts sehr nervös und Brittney erlebt eine schockierende Überraschung. |                                         |                              |                        |                                                |                         |                              |